# Битка код Аустерлица
Битка код Аустерлица (Битка код Славкова) позната и као Битка три цара је једна од највећих победа Наполеона која је уништила трећу коалицију која је направљена у циљу да уништи Француско царство и спречи његово ширење. 2. децембра 1805, француске трупе, на челу са Наполеоном убедљиво су потукле бројнију руско-аустријску војску под вођством цара Александра I Романова, након осам сати борби у различитим секторима, где се сукобило 158.000 војника. Битка се одиграла код села Аустерлиц (20 км источно од Брна) и обично се узима за Наполеоново тактичко ремек-дело.
Француска победа код Аустерлица је уништила трећу коалицију. 26. децембра 1805. године, Аустрија и Француска потписали су Пожунски мир, који је поништио прошли споразум.
Године 1806. Свето римско царство престало је да постоји када је цар Светог римског царства Франц  постао први цар Аустрије као Франц I од Аустрије. Ова достигнућа, међутим, нису постигла мир на континенту. Пруска забринута због све моћније Француске почела је нови рат Четврте коалиције 1806. године.

## Увод
Европа је била ускомешана још од почетка Француских револуционарних ратова 1792. године. Године 1797. после пет година рата, Француска република побеђује Прву коалицију. Друга коалиција је основана 1798, али до 1801. је такође поражена. Једино је Британија остала противник новог Француског конзулата. Марта 1802. године, Француска и Британија закључују мир Споразумом у Амијену. Први пут у десет година, цела Европа је била у миру. Међутим, многе несугласице између обе стране су опстале, што је отежавало спровођење споразума. Британска влада је била озлојеђена због тога што је морала да се одрекне већине колонијалних поседа коју је стекла после 1793. године. Наполеон је био љут на британску војску, јер није напустила Малту. Ситуација је постала још више напета када је Наполеон послао експедицијску силу да угуши Хаићанску револуцију. Маја 1803. године, Британија објављује рат Француској.

### Трећа коалиција
Децембра 1804. године, Англо-шведски споразум доводи до стварања Треће коалиције. Британски премијер Вилијам Пит је провео 1804. и 1805. године покушавајући да дипломатским путем створи нову коалицију против Француске. До априла 1805, Британија и Русија склапају савез. Пошто је била поражена двапут од стране Француске, Аустрија се придружује коалицији неколико месеци касније. Пруска остаје неутрална у овом сукобу.

### 
Пре формирања Треће коалиције, Наполеон је сакупио војску названу Армија Енглеске у шест кампова близу Булоња. Ова армија је требало да изврши инвазију Енглеске и Наполеон је био толико сигуран у успех да је чак наручио и комеморативне медаље, које би се додељивале после освајања. Иако нису крочили на Енглеску земљу, Наполеонова војска је добила пажљиву и вредну обуку за било коју војну операцију. Међу војницима је често владала досада, али их је Наполеон често посећивао и организовао параде, како би им повећао морал.
Војници код Болоње су касније постали срж онога што је Наполеон назвао Велика армија (фр. La Grande Armée). У почетку, ова Француска армија је имала око 200.000 људи организованих у седам корпуса, са великим јединицама, где је свака садржала од 36 до 40 топова и била способна за независно делање, док би чекали други корпус да им помогне. Један корпус (ако је правилно постављен у одбрамбену позицију) би могао да најмање један дан без подршке, што је давало Великој армији безброј стратегијских и тактичких опција на свакој кампањи. Наполеон је такође створио и коњичке резерве, организоване у две оклопне дивизије, четири драгунске дивизије, једна пешачка драгонска дивизија и једна дивизија лаке коњице, са 24 топа као подршком. До 1805. Велика армија је имала силу од 350.000 људи, добро истренираних и опремљених, са способним официрима.

### Руска војска
Руска војска је 1805. године имала многе карактеристике организације Старог реда (фр. Ancien Régime). Није био сталне формације изнад пуковског нивоа. Старији официри су у великој мери били регрути из аристократских кругова, јер су племићи често куповали свој чин, без обзира на способност. Просечан руски војник је, у духу војне доктрине 18. века, често тучен и кажњаван да би „постао дисциплинован“. Осим тога, многи нижи официри су лоше тренирани и имали су тешкоће да своје људе натерају да ураде неки комплексан маневар у бици. Међутим, Руси су имали добру артиљерију. Њу су управљали људи који су се готово свакодневно борили да своје топове сачувају од непријатеља.
Систем снабдевања руске краљевске војске је у великој мери зависио од локалне популације и њиховим савезницима Аустријанцима. Седамдесет посто руских залиха је допремила Аустрија. Без чврстог и организованог система снабдевања, руски војници су се тешко чували своју војну спремност и добро здравље.

### Аустријска војска
Надвојвода Карло, брат Аустријског цара, је 1801. почео да реформише Аустријску војску тако што је одузео моћ Дворском ратном већу. Карло је био аустријски најбољи војни командант, али је био непопуларан на краљевском двору и изгубио је доста утицаја, када је Аустрија објавила рат Француској, упркос његовим саветима да то не чини. Карл Мак је постао нови врховни командант Аустријске војске. Почео је реформе скоро пред сам почетак рата, створивши пукове који су се састојали од четири батаљона, уместо три, а један батаљон од четири чете, уместо шест. Изненадна промена је дошла без аналогне обуке за официре и због тога ове јединице нису биле вођене тако да искористе пуни потенцијал. Аустријску коњицу су сматрали за најбољу у Европи, али је већина распоређена у пешадијске одреде, што је смањило њену ефикасност за разлику од масивне француске коњице.

### Прелиминарни потези
Августа 1805. Наполеон, неколико месеци од крунисања за цара, своју војску усмерава са Енглеског канала ка Рајни да би се суочио са аустријском и руском претњом. 25. септембра, после жестоког тајног марша, 200.000 француских војника почињу да прелазе Рајну на фронту дугом 260 км. Мак је велики део аустријске војске окупио код Улма у Швабији. Наполеон је усмерио своје снаге ка северу и извршио маневар тако да су се Французи нашли иза Аустријанаца. Улмски маневар је био веома успешан и 20. октобра Мак и 23 000 астуријских војника се предају код Улма, чиме се број аустријских заробљеника попео на 60.000. Спектакуларну победу је засенио пораз француско-шпанске флоте у бици код Трафалгара дан после, међутим француски успеси на копну су се наставили. Освојили су Беч новембра месеца. Град је био крцат са 100.000 мускета, 500 топова и нетакнутим мостом преко Дунава. Ово је био први случај у 18. веку да је заузета нека европска престоница од стране непријатељске војске.
У међувремену, закашњени долазак руских трупа, под вођством Кутузова, је спречило спашавање аустријске армије, па су се Руси повукли на североисток да сачекају појачање и преживеле аустријске јединице. Французи су их пратили, али су се ускоро нашли у незавидном положају. Пруске намере су им биле незнане и могле су бити непријатељске. Аустријска и руска војска се спојила, а француске линије комуникације су биле веома дуге и били су јој потребни јаки гарнизони како би их одржавали. Наполеон је схватио да ће успети да порази савезнике само ако би их натерао на битку. На његову срећу руски цар је био жељан борбе.

## Битка
Наполеон је сакупио око 72.000 војника и 157 топова за предстојећу битку, премда су око 7.000 су под вођством Давуа били јужно у правцу Беча. Савезници су имали око 85.000 војника, од којих су седамдесет посто били Руси, и 318 топова.

### Бојиште
Битка се одиграла око 9,7 км југоисточно од града Брно, између тог града и Аустерлица (чеш. Slavkov u Brna) у данашњој Чешкој републици. Северним делом бојишта су доминирала брда Сантон (210 m) и Зуран (260 m), надгледавајући пут Оломуц-Брно, који је био на оси исток-запад. Западно од тих брда се налазило село Беловиц, а између њих је текао поток Босениц на југ где се спајао са потоком Голдбах. Голдбах је пролазио поред села Кобелниц, Соколниц и Телниц. У средишту бојишта се налазило узвишење Праце, искошено брдо високо око 12 метара. Један ађутант је је рекао да је Наполеон често говорио својим Маршалима: „Господо, испитајте ово тло пажљиво, то ће бити бојиште; ви ћете играти улогу на њему.“

### Планови савезника и диспозиције
Савет савезника се састао 1. новембра да спреми планове за битку. Већина стратега савезника је имала две фундаменталне идеје: да дође у додир са непријатељем и да осигура јужно крило које одржава комуникацију са Бечом. И ако су руски цар и његова пратња били за сукоб са Наполеоном, цар Аустрије Франц II је био опрезнији, али је притисак руских племића и аустријских команданта био снажнији од његове воље. На крају је усвојен план Франца фон Вејротера. План је био да крене пун напад на десно крило Француза, јер су савезници приметили да је слабо брањено, док се лево крило напада као диверзија. Савезници су већину својих војника распоредили у четири колоне које ће нападати француско десно крило. Руска краљевска гарда је чувана у резерви, док су војници под командом Петра Багратиона чували десно крило савезника. Поред тога руски цар је непримерено скинуо чин врховног команданта Кутузову и дао га је фон Вејвотеру. У бици је једино могао да командује Четвртим корпусом Савезничке војске и ако је био de jure командант, јер се цар плашио одговорности уколико би му план пропао.

### Француски планови и диспозиције
Дан пред битку, Наполеон је намерно савезницима одавао утисак да је његова војска слаба и да жели да преговара о миру. У стварности желео је да нападну и да би их охрабрио намерно је ослабио своје десно крило као мамац. Дана 28. новембра Наполеон се састао са својим маршалима у свом главном штабу и образложио им је свој план за предстојећу битку. Они су чак предложили и да се повуку, али је он игнорисао њихове жалбе.
Наполеонов план је предвиђао масивни напад Савезничких војника на његово десно крило. Због тога је наредио велики напад 16 000 француских војника, под вођством Жана Солта, на противнички центар, како би растерао и преполовио њихову војску. У међувремену, како би помогао свом десном крилу, наредио је Давуовом III корпусу да брзим маршом дође из Беча и споји се са војницима Генерала Легранда, који су држали јужно крило и који је требало да приме већи део напада Савезника. Војници Давуа су имали 48 сати да измарширају 110 км и њихов долазак је био кључан за успешност француског плана. Наполеонов план је био врло рискантан, јер је његово десно крило било врло слабо због малог броја војника. Одлучио се за овај план, јер је Даву био један од најбољих Наполеонових маршала, такође је његово десно крило штитио компликовани систем потока и језера, а и већ је успоставио нову комуникацијску линију како би заменио ону са Бечом. Царска гарда и Бернадотов I корпус су држани у резерви, док је V корпус Лана чувао северни део бојишта, где се налазила нова линија комуникације.

### Почетак битке
Битка је почела у 8 сати ујутру, пошто је прва Савезничка колона напала село Телениц, које је бранио Трећи линијски пук. Савезници су дивљим нападима брзо истерали Французе из града на другој страни Голдбаха. У том тренутку први људи Даувовог корпуса стижу и опет заузимају град, али су их напади хусара натерали да га напусте. Све даље нападе савезника ван Теленица спречавала је француска артиљерија.
Савезничке колоне су почеле да продиру француску десну страну, али нежељеном брзином, јер су Французи успоравали нападе. То је било због тога што је савезницчки размештај трупа био погрешан и њихове акције временски лоше извршене. Коњички одреди под вођством кнеза Лихенштајна су налазили на левом крилу, али су пребачени на десном, чиме су налетели и успорили део десне колоне пешадинаца која се кретала ка десном крилу Француза. Првобитно се сматрало да је то чиста катастрофа, али се испоставило да је то помогло савезницима. У међувремену, главнина друге колоне је нападала село Соколниц, кога је бранио 26. лаки пук и Тирајури, француски војници прве класе. Пошто је напад био неуспешан Генерал Лангерон је наредио бомбардовање села. Ово је натерало Французе да се повуку, а у исто време трећа колона је напала замак Соколница. Међутим, Французи су извели контранапад и поново заузели село, само да би га опет изгубили. Сукоби у овом делу су престали привремено када је Фриантова дивизија (део трећег корпуса) опет заузела село. Соколниц је био место најжешћих сукоба и у току дана је више пута заузиман.
Док су савезничке трупе стално нападале Француско десно крило, Кутузов IV корпус се зауставио на врх Прецеа и остао ту. Баш као и Наполеон, Кутузов је схватио колико је Праце важно и одлучио је да га чува. Али млади цар није делио његово мишљење, па су дела бившег главнокомандујућег разбеснела руског цара. Цар је наредио да IV корпус напусти брдо, што је било кобно за Савезнике.

## Последице
Аустерлиц и претходна кампања дубоко су променили природу европске политике. За само три месеца, Француска је окупирала Беч, уништила две армије и срушила Аустријско царство. Ови догађаји су се снажно одразили на листу великих сила 18. века. Аустерлиц је донео деценију француске доминације на европском континенту, али и довела до брзог уласка Прусије у рат, јер је овај поремећај моћи у Европи схватила као увреду за свој статус главне силе и већ следеће године ушла у рат са Француском.

### Војни и политички резултати
Уопште, губици Савезника су били око 27 000 од 73 000 војника, што је чинило 37% њихове ефикасности. Француски губици су били око 9 000 од 67 000 војника, што је било 13% ефикасности. Савезници су такође изгубили 180 топова и 50 барјака. Велика победа је у Паризу дочекана са великом радошћу. Данима раније Француској је претио финансијски колапс. Наполеон је писао Жозефини: „Поразио сам аустријско-руску војску чији су команданти били два цара. Мало сам уморан... Грлим те.“. Наполеонови коментари у писму су касније довели до назива: „Битка три цара.“ Међутим, цар Франц од Аустрије није био присутан на бојишту. Цар Александар је можда најбоље описао положај Савезника: „Ми смо бебе у рукама џина.“
Француска и Аустрија су потписали мир 4. децембра и споразум у Пресбургу 22 дана касније, чиме је рат окончан. Аустрија је морала да призна Француске територије заузете Кампоформијским миром (1797) и споразумом из Линевила (1801). Французи су добили Баварску, Виртемберг и Баден. Аустрија је морала да плати 40 милиона франака Француској као ратно обештећење. Венеција је уступљена Краљевини Италији. Руској војсци је дозвољено да се повуче на пријатељску територију, а Французи су се улогорили у јужној Немачкој. Свето римско царство је укинуто 1806. године. Наполеон је створио Рајнску конфедерацију, државе које је требало да намерно раздвајају Прусију и Француску. Пруска је све ово видела као покушај да се скрши њен статус најјаче силе у средњој Европи, тако да је 1806. године објавила рат Француској.